# VI edició dels Premis MiM
La 6a cerimònia de lliurament dels Premis MiM Series, coneguts com a Premis MiM 2018, va tenir lloc a l'Hotel EM - Reina Victoria de Madrid el 16 de desembre de 2018. La presentadora de la gala, va ser l'actriu Eva Isanta.

## Preparació

### Jurat
El jurat va estar compost per l'actriu Ana Gracia, el creador i productor Carlos López, la guionista i directora Belén Macías, el periodista Borja Terán i la productora María Luisa Gutiérrez sobre una selecció de sèries proposada per l'organització i que incloïa disset produccions de la 1 de TVE, Antena 3, Telecinco, Movistar, Netflix i Fox, emeses entre l'1 d'octubre de 2017 i el 30 de setembre de 2018.

## Nominats i guanyadors
Els nominats finalistes es van donar a conèixer el 26 de novembre del 2018.

### Categories Generals
| Millor DAMA a la millor sèrie dramàtica | Millor DAMA a la millor sèrie de comèdia |
| --- | --- |
| - L'altra mirada ‡ - Presunto culpable - Vis a Vis - Vivir sin permiso | - Mira lo que has hecho - Allí abajo - La que se avecina - Paquita Salas |
| Premi DAMA a la millor minisèrie o tv-movie | Premi DAMA a la millor sèrie diària |
| - Fariña ‡ - El día de mañana - La catedral del mar - Félix | N/A' |
| Premi MIM a la millor interpretació femenina de drama | Premi MIM a la millor interpretació masculina de drama |
| - Elena Rivera Villajos per La verdad ‡ - Cristina Plazas per Estoy vivo - Macarena García per La otra mirada - Najwa Nimri per Vis a vis                                                             | - José Coronado per Vivir sin permiso ‡ - Javier Rey per Fariña - Oriol Pla per El día de mañana - Miguel Ángel Muñoz por Presunto culpable |
| Premi MIM a la millor interpretació femenina de comèdia | Premi MIM a la millor interpretació masculina de comèdia |
| - Mari Paz Sayago per Allí abajo ≠ - Malena Alterio per Vergüenza - Miren Ibarguren per La que se avecina - Adriana Torrebejano per Cuerpo de élite                                                   | - Brays Efe per Paquita Salas ‡ - José Luis Gil per La que se avecina - Nacho Guerreros per La que se avecina - Gorka Aguinagalde per Allí abajo |
| Premi MIM a la millor direcció | Premi MIM al millor guió |
| - Mariano Barroso per El día de mañana ‡ - Carlos Sedes i Jorge Terregrossa per Fariña - Jordi Frades i Salvador García Ruiz per La catedral del mar - Alberto Rodríguez i Paco R. Baños per La peste | - Ramón Campos, Gema R. Neira, Cristóbal Garrido, Diego Sotelo i David Moreno per Fariña ‡ - Aitor Gabilondo, Joan Barbero, Guadalupe Rilova, Olga Salvador i Mauricio Romero per Vivir sin permiso - Alejandro Hernández y Mariano Barroso per El día de mañana - María López Castaño, Alba Lucío Calderón, Josep Cister i Jaime Vaca per La otra mirada |

### Categories Específiques
- PREMI ESPECIAL a la Contribució Artística en la Ficció Televisiva: Luisa Martín[1]
- PREMI NOU TALENT: Óscar Casas[1]

## Múltiples nominacions i premis

### Drama
| Sèrie               | Nominacions |
| ------------------- | ----------- |
| El día de mañana    | 4           |
| Fariña              | 4           |
| La otra mirada      | 3           |
| Vivir sin permiso   | 3           |
| Vis a vis           | 2           |
| La catedral del mar | 2           |
| Presunto culpable   | 2           |

| Sèrie  | Premis |
| ------ | ------ |
| Fariña | 2      |

### Comèdia
| Sèrie             | Nominacions |
| ----------------- | ----------- |
| La que se avecina | 4           |
| Allí abajo        | 3           |
| Paquita Salas     | 2           |